# László Trócsányi

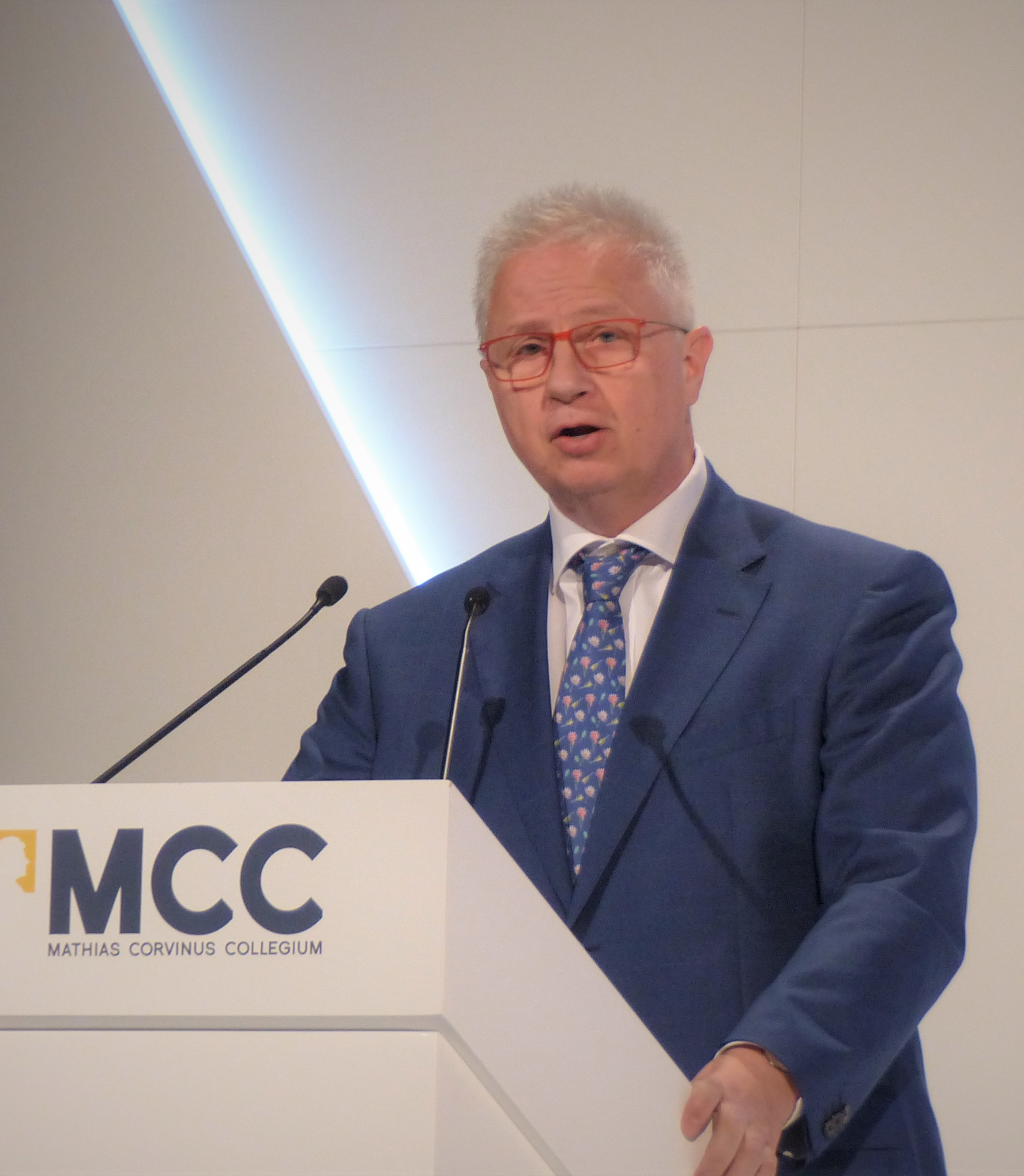
László Trócsányi (2019)

László Trócsányi (* 6. März 1956 in Budapest) ist ein ungarischer Diplomat und Politiker.

## Leben
Trócsányi studierte Rechtswissenschaften an der Eötvös-Loránd-Universität. In den Jahren von 2000 bis 2004 war er als Botschafter in Belgien wie auch in Luxemburg und vom 1. Oktober 2010 bis 31. Mai 2014 als Botschafter in Frankreich tätig. Von 2005 bis 2013 war er zudem Mitglied der Venedig-Kommission. Ab Juni 2014 war der parteilose Trócsányi Justizminister in der ungarischen Regierung, von 2014 bis 2018 im Kabinett Orbán III und ab Mai 2018 im Kabinett Orbán IV. 2019 kritisierte er, dass die EU-Kommission unter Jean-Claude Juncker in den vergangenen Jahren „wie ein Politbüro aufgetreten“ sei.
2018 wurde Trócsányi zum Ehrenbürger des Komitats Csongrád ernannt.
Nach der Europawahl 2019 wechselte er als Abgeordneter ins Europäische Parlament, als Justizministerin folgte ihm am 11. Juli 2019 Judit Varga nach.
Von der ungarischen Regierung wurde Trócsányi als Kandidat als EU-Kommissar der Kommission von der Leyen I für Erweiterung und Europäische Nachbarschaftspolitik nominiert, aber Ende September 2019 vom Rechtsausschuss im Europaparlament abgelehnt. Die EU-Parlamentarier warfen ihm Unregelmäßigkeiten bei der Tätigkeit seiner Anwaltskanzlei in seiner Zeit als Justizminister vor. Als Ersatz wurde der ungarische EU-Botschafter Olivér Várhelyi vorgeschlagen.